# Вікторов Павло Вікторович
Павло́ Ві́кторович Ві́кторов (нар. 1869 — пом. 1920) — український кооператор, член Правління Дніпросоюзу, благодійник української культури.

## Загальні відомості
З 1917 року — один з організаторів і член правління Дніпровського союзу споживчих товариств (Дніпросоюз).
Відповідав за торговельну діяльність. Відряджався до Одеси, яка була одним з центральних осередків союзу.
У ніч з 24 на 25 березня 1919 року разом з дружиною, а також подружжями членів Правління «Дніпросоюзу» Гавсевича і Ботвиновського був заарештований більшовиками.

## Благодійна діяльність
Був благодійником української культури. За це 1920 року Павло Григорович Тичина присвятив йому посмертно вірш «Пам'яти П. В. Вікторова» («Свобода, рівність і любов», «Блажен, блажен, благословен…»), музику до якого написав Кирило Стеценко.